# Banín
Banín é uma comuna checa localizada na região de Pardubice, distrito de Svitavy.